# دومينغوس داجويا
دومينغوس داجويا (بالبرتغالية: Domingos Antônio da Guia‏) (مواليد 19 نوفمبر 1912) هو لاعب كرة قدم. يلعب مع منتخب البرازيل لكرة القدم. سبق له أن لعب في كأس العالم لكرة القدم مع منتخب بلاده.

## روابط خارجية
- دومينغوس داجويا على موقع الاتحاد الدولي (مؤرشف)  (الإنجليزية)
- دومينغوس داجويا على موقع قاعدة بيانات كرة القدم.إي يو (الإنجليزية)
- دومينغوس داجويا على موقع ناشيونال فوتبول تيمز (الإنجليزية)
- دومينغوس داجويا على موقع Soccerway.com (الإنجليزية)